# Liste der Mitglieder der Deutschen Akademie der Naturforscher Leopoldina/1726
Die Liste der Mitglieder der Deutschen Akademie der Naturforscher Leopoldina für 1726 enthält alle Personen, die im Jahr 1726 zum Mitglied ernannt wurden. Insgesamt gab es sieben neu gewählte Mitglieder.

## Mitglieder
| Nr. | Name                     | Beiname        | Geboren      | Aufnahme | Gestorben     | Bild                  | Datenbank |
| --- | ------------------------ | -------------- | ------------ | -------- | ------------- | --------------------- | --------- |
| 386 | Sigismund Jakob Apinus   | Solinus II.    | 1693         | 23. Mai  | 1732          |                       | 1645      |
| 387 | John Thomas Woolhouse    | Demosthenes I. | 1664         | 14. Jun. | 1734          |                       | 7355      |
| 388 | Johann Friedrich Bauer   | Chrysermus     | 1696         | 24. Jun. | 22. Dez. 1744 |                       | 1834      |
| 389 | Andreas Elias Büchner    | Bacchius       | 9. Apr. 1701 | 22. Aug. | 29. Juli 1769 | Andreas Elias Büchner | 2205      |
| 390 | August Buddäus           | Ptolemaeus     | 1695         | 14. Nov. | 25. Dez. 1752 |                       | 2211      |
| 391 | Johann Christoph Götz    | Aristo         | 8. März 1688 | 9. Dez.  | 22. Nov. 1733 |                       | 2987      |
| 392 | Wolfgang Heinrich Schrey | Timon          |              | 22. Dez. | 1767          |                       | 6530      |